# Åsgårdstrand

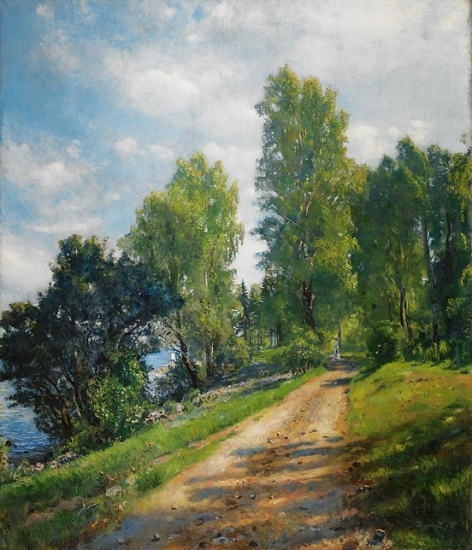
Landeveien, Åsgårdstrand
dipinto da Hans Heyerdahl (1890)

Åsgårdstrand è una città nella Contea di Vestfold, Norvegia. È anche il nome di un ex comune autonomo e di un centro commerciale. La città è situata 10 km a sud di Horten, 10 km a nord di Tønsberg e 100 km a sud di Oslo dalla costa occidentale del Oslofjord.
A partire dal 2007, la città ha avuto la classificazione di Città Turistica, che dà ai proprietari di negozi nella parte più antica, la più vicina al mare, il diritto di tenere aperto tutti i giorni della settimana. Per diventare una città turistica il numero di visitatori deve superare notevolmente il numero di residenti durante tutto l'anno.
Nel giugno di ogni anno, Åsgårdstrand celebra Mezza estate, il giorno più lungo dell'anno, con un grande fuoco sul lungomare.

## Origini del nome
Il significato del nome è la strand (spiaggia, riva), appartenente alla fattoria Åsgård (Norse - Ásgarðr). Il primo elemento nel nome della fattoria è ás che significa cresta della montagna (l'uso qui fa riferimento alla sua posizione sul Raet), l'ultimo elemento e garðr che significa fattoria.

## Storia

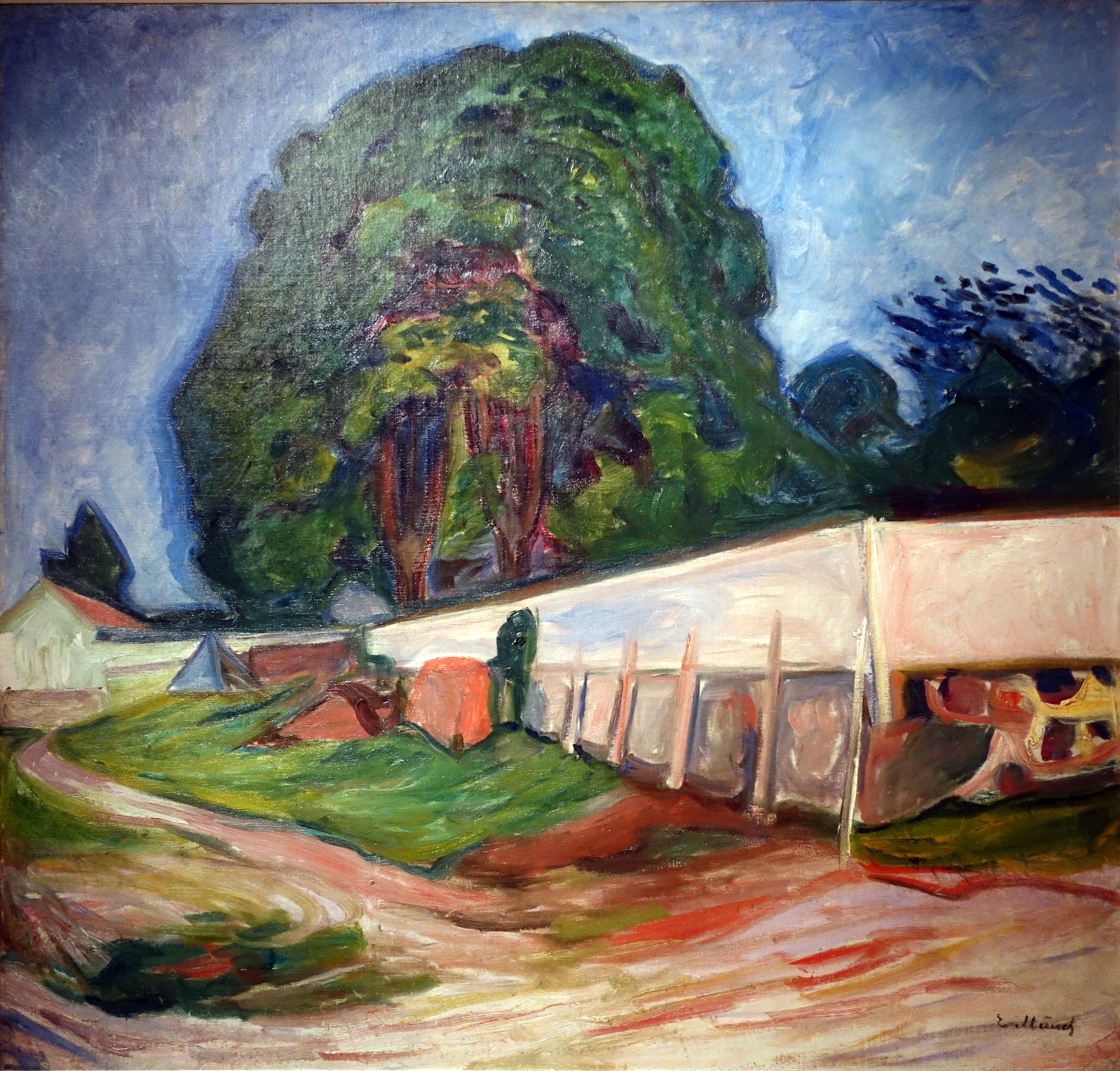
Summer Night at Åsgårdstrand
painted by Edvard Munch (1904)

Åsgårdstrand era ladested (centro di commercio) dal 1650 sotto Tønsberg, dal 1660 sotto Holmestrand. Nel 1752 ai centri di commercio fu dato il diritto di fare affari con i beni nazionali.
Dall'inizio del XIX secolo, Åsgårdstrand, era un animato porto di esportazione per il legname, di cui la maggior parte veniva esportato verso i Paesi Bassi.
Dalla fine dell'epoca della nave a vela, il commercio ha ristagnato.
La città è stata sempre più conosciuta come un importante centro per artisti e pittori e dal 1880 un gran numero di pittori di fama internazionale ha visitato o vissuto nella città. Pittori come Edvard Munch, Christian Krogh e Hans Heyerdahl.
La ragione di questo è la luce molto speciale che i migliori artisti sono andati a sperimentare sia ad Asgardstrand che a Skagen in Danimarca.
Il comune fu fondato come Åsgårdstrand (Formannskapsdistrikt) nel 1837. Il commerciante e proprietario di navi Anders Riddervold fu eletto primo sindaco.
Dal 1920 Åsgårdstrand è stata una meta popolare di vacanza e luogo di ricreazione. Sia la famiglia reale olandese, che gli ospiti di spicco di Oslo ed altri ricchi e famosi hanno viaggiato nella piccola città ogni estate e ha trascorso le loro vacanze in uno dei quattro alberghi. Gli ospiti estivi lasciano tuttora la loro impronta sulla città idilliaca.
Il 1 gennaio 1965 i comuni di Åsgårdstrand e Borre, oltre a una parte di Sem sono stati fusi per il nuovo comune di Borre.
Al momento della fusione Åsgårdstrand aveva 488 abitanti ed era il più piccolo comune in Norvegia.